# Giuseppe Sammartini
Giuseppe Baldassare Sammartini (Milà, 6 de gener de 1695 - Londres, novembre de 1750) fou un compositor barroc i oboista italià.
Era fill de l'oboista francès Alex Sammartini (també Saint-Martín), amb el que participà el 1711 en les cerimònies de Novara del trasllat de les relíquies de Sant Gaudènci. El 1720 era oboista del Teatre Ducal, on el 1726 fou escoltat pel compositor Johann Joachim Quantz, que el qualificà de virtuós de la categoria d'Antonio Vivaldi. El 1727 viatjà a París i Londres, on per la seva llarga permanència li digueren <<el londinenc>>, potser també per distingir-lo del seu germà Giovanni Battista, les obres instrumentals del qual foren publicades a Londres sota el seu nom, llavors molt més cèlebre. Conquistà fama com a professor i compositor i, a més, com a oboista en l'orquestra del King's Theater dirigida llavors pe Haendel. També va treballar en el "Little Theater" a Haymarket, en la "Hickford's Room" de 1732 1744, i a Cambridge.
Deixà el teatre el 1744 nomenat pel príncep de Gal·les com a director de música de cambra i va compondre masques i música escènica. Com a compositor a Milà el 1724 contribuí amb una simfonia i una ària en l'oratori La Calunnia delusa estrenat a "Sta. Maria della Scala". A Londres publicà vers el 1717 concerts, diverses sonates per a una i dues flautes, per a dos violins amb violoncel i clavicordi; Duetti op. 1 per a flauta; Concerti grossi op. 2 i op. 5; Obertures; Concerti op. 9 per a clavicèmbal o orgue; Concerti a 7 op. 10 i op. 11; Six solos for a german flute, violin or hautboy op. 13 i d'altres obres instrumentals. Fou concertista d'oboè, publicà cantates, àries vocals, sonates per a flauta, concerts, concerti grossi, etc., i dirigí la música privada del futur Jordi III d'Anglaterra. Junt a Carlo Arrigoni, dirigí els Concerts dels dijous al "Hichford's Room" de Londres.

## Enregistraments
- Giuseppe Sammartini (1695-1750) Sonatas de un oboísta, 2009, Xavier Blanch Mezquíriz. Arsis Aclass.